# Wilder Calderón Castro
Wilder Félix Calderón Castro (Sihuas, Áncash, 18 de julio de 1947) es un político peruano. Fue Congresista de la República por el departamento de Áncash en el periodo parlamentario 2006 - 2011.
Nació en Sihuas, departamento de Áncash, el 18 de julio de 1947. Hijo de Alejandro Calderón Asteis y Lucía Castro Ponce. Cursó sus estudios primarios en su localidad natal y los secundarios en el Centro Educativo San Pedro de Chimbote. Entre 1965 y 1969 estudió en la facultad de Educación de la Universidad Nacional Federico Villarreal titulándose de profesor y en 2011 inició estudios de Derecho en la Universidad Alas Peruanas. Durante sus estudios en la Universidad Villarreal formó parte del Partido Aprista Peruano. En 1973 fundó junto con Manuel Robles Morales y Ciro Ramos Salas el Instituto de Educación Superior CEPEA del cual es Gerente General. Asimismo junto con el entonces también miembro del Partido Aprista Enrique Cornejo impulsó la creación de la Universidad Peruana Simón Bolívar que fue parte integrante del grupo CEPEA y cuyo licenciamiento fue denegado por la SUNEDU en febrero del 2019.
Participó en las elecciones generales del 2006 como candidato a Congresista por Áncash por el Partido Aprista obteniendo la representación. Durante su gestión en el congreso fue acusado de robo de energía eléctrica a la empresa EDELNOR durante el año 2006 por un monto de 7,345 soles. A raíz de esta denuncia Calderón fue apodado por la opinión pública como el congresista Robaluz. En el año 2013, junto con Mauricio Mulder constituyó la empresa Editora La Mañana S.A.C. que editó el periódico "El Diario de Hoy" dirigido poro Fernando Viaña y que durante los años que estuvo en circulación se dedicó a atacar a enemigos políticos del APRA. Durante el año 2014, se denunció también que Calderón Castro era "socio económico" del encarcelado expresidente regional de Áncash César Álvarez Aguilar
Buscó la reelección como congresista por Áncash en las elecciones generales del 2011 sin obtener la representación. Asimismo, se presentó en las elecciones regionales del 2014 buscando su elección como Gobernador Regional de Áncash quedando en decimoprimer lugar tras obtener solo el 3.135% de los votos.